# This New Morning
This New Morning is een studioalbum van Ierse singer-songwriter Luka Bloom. Het album kwam uit op 11 mei 2012. 

## Tracklist
| Nr. | Titel                | Duur |
| --- | -------------------- | ---- |
| 1.  | Hom Am I To Be?      | 2:33 |
| 2.  | A Seed Was Sown      | 4:44 |
| 3.  | Heart Man            | 3:34 |
| 4.  | Capture A Dream      | 4:41 |
| 5.  | The Race Runs Me     | 3:32 |
| 6.  | You Survive          | 3:58 |
| 7.  | Riverdays            | 2:34 |
| 8.  | Across The Breeze    | 3:54 |
| 9.  | Gaman                | 3:19 |
| 10. | Your Little Wings    | 3:16 |
| 11. | Dignity And Backbone | 3:31 |
| 12. | The Ride             | 4:11 |
| 13. | No Big Deal          | 2:56 |

## Hitnoteringen

### NederlandseAlbum Top 100
| Positie: | 69 | 100 | uit |

### VlaamseUltratop 200Albums
| Hitnotering: 19-05-2012 t/m | Hitnotering: 19-05-2012 t/m | Hitnotering: 19-05-2012 t/m | Hitnotering: 19-05-2012 t/m | Hitnotering: 19-05-2012 t/m | Hitnotering: 19-05-2012 t/m | Hitnotering: 19-05-2012 t/m | Hitnotering: 19-05-2012 t/m | Hitnotering: 19-05-2012 t/m | Hitnotering: 19-05-2012 t/m | Hitnotering: 19-05-2012 t/m | Hitnotering: 19-05-2012 t/m | Hitnotering: 19-05-2012 t/m | Hitnotering: 19-05-2012 t/m | Hitnotering: 19-05-2012 t/m | Hitnotering: 19-05-2012 t/m | Hitnotering: 19-05-2012 t/m | Hitnotering: 19-05-2012 t/m | Hitnotering: 19-05-2012 t/m | Hitnotering: 19-05-2012 t/m | Hitnotering: 19-05-2012 t/m |
| Week:                       | 1                           | 2                           | 3                           | 4                           | 5                           | 6                           | 7                           | 8                           | 9                           | 10                          | 11                          | 12                          | 13                          | 14                          | 15                          | 16                          | 17                          | 18                          | 19                          | 20                          |
| --------------------------- | --------------------------- | --------------------------- | --------------------------- | --------------------------- | --------------------------- | --------------------------- | --------------------------- | --------------------------- | --------------------------- | --------------------------- | --------------------------- | --------------------------- | --------------------------- | --------------------------- | --------------------------- | --------------------------- | --------------------------- | --------------------------- | --------------------------- | --------------------------- |
| Positie:                    | 138                         | 51                          | 70                          | 121                         | 130                         | 165                         |                             |                             |                             |                             |                             |                             |                             |                             |                             |                             |                             |                             |                             |                             |